# Форшев, Дмитрий Леонидович
Дми́трий Леони́дович Фо́ршев (30 мая 1976, Нижний Тагил) — российский легкоатлет-спринтер, выступал за сборную России на всём протяжении 2000-х годов. Двукратный серебряный призёр чемпионатов мира в помещении (2001, 2004), бронзовый призёр чемпионата Европы в помещении (2005), многократный победитель и призёр первенств национального значения. На соревнованиях представлял Свердловскую область, заслуженный мастер спорта России.

## Биография
Дмитрий Форшев родился 30 мая 1976 года в городе Нижнем Тагиле Свердловской области. Пришёл в секцию лёгкой атлетики ещё в раннем детстве, проходил подготовку под руководством таких специалистов как А. В. Чирков и А. И. Лисин, позже стал подопечным заслуженного тренера Владимира Семёновича Казарина. Состоял в спортивном обществе Профсоюзов и нижнетагильском спортивном клубе «Спутник».
Впервые заявил о себе в сезоне 2000 года, выиграв бронзовую медаль в зачёте взрослого чемпионата России и выполнив тем самым норматив мастера спорта. Год спустя вошёл в состав российской национальной сборной, одержал первые победы на международном уровне (серебро на зимнем чемпионате мира в Лиссабоне) и стал мастером спорта международного класса. В феврале 2003 года стал чемпионом России в беге на 200 м на зимнем ЧР в Москве с личным рекордом — 21,33 секунды. В июне 2003 году на соревнованиях во Флоренции установил личный рекорд в беге на 400 м — 45,62 секунды.
Серьёзного успеха на взрослом международном уровне Форшев добился в 2004 году, когда после победы на зимнем чемпионате России в Москве (46,29 сек.) побывал на зимнем чемпионате мира в Будапеште и привёз оттуда награду серебряного достоинства, выигранную в программе эстафеты 4 × 400 метров вместе с партнёрами по команде Борисом Горбанем, Андреем Рудницким и Александром Усовым — лучше них пробежали только спринтеры с Ямайки. В следующем году Дмитрий Форшев снова стал чемпионом России в беге на 400 метров в помещении в Волгограде (2005) и затем выиграл бронзовую медаль на зимнем чемпионате Европы в Мадриде, вновь в эстафете 4 × 400 м (в индивидуальной четырёхсотметровой дисциплине был здесь близок к призовым позициям, финишировал в финале четвёртым). При этом победил на летнем чемпионате России в Туле (2005) и на летнем чемпионате мира в Хельсинки показал в эстафете седьмой результат. За эти выдающиеся достижения по итогам сезона удостоен почётного звания «Заслуженный мастер спорта России» по лёгкой атлетике.
Впоследствии Форшев ещё в течение нескольких лет оставался в основном составе легкоатлетической команды России и продолжал принимать участие в крупнейших международных соревнованиях. Так, на чемпионате России 2006 года в Туле он получил бронзовую медаль в беге на 400 метров и одержал победу в эстафете 4 × 400 метров. Последний раз показал сколько-нибудь значимые результаты на международной арене в сезоне 2007 года, когда выступил на зимнем чемпионате Европы в Бирмингеме и занял на четырёхсотметровой дистанции 14 место. Вскоре по окончании этих соревнований принял решение завершить карьеру профессионального спортсмена, уступив место в сборной молодым российским спринтерам.
Имеет высшее образование, окончил Институт физической культуры, социального сервиса и туризма Уральского государственного технического университета — УПИ. С 2005 года женат на российской бегунье Олесе Форшевой (Красномовец), чемпионке мира и Европы, обладательнице серебряной медали Олимпийских игр в Афинах.
В настоящее время вместе с женой работает тренером в школе бега RUN4LIVE в Екатеринбурге.